# Кели Роуън
Кели Роуън (на английски: Kelly Rowan) е канадска актриса. Известна е с ролята си на Кърстин Коен в сериала „Ориндж Каунти“.

## Биография и творчество
Роуън е родена 26 октомври 1965 г. в Отава, Онтарио, Канада. Завършва гимназия в Торонто. На 19 години напуска Университета на Западно Онтарио, за да се присъедини към актьорския състав на канадската серия „Mount Royal“. Продължава образованието си като учи актьорско майсторство в Театралната академия в Лондон. След завръщането си в САЩ се премества в Ню Йорк, за да учи в прочутата „Neighborhood Playhouse“.